# Bernhard Bömke
Bernhard Bömke (* 31. Juli 1921 in Buer; † 4. März 2002 in Westerholt (Herten)) war ein deutscher Schriftsteller, Maler und Bibliothekar. Einer größeren Öffentlichkeit bekannt wurde Bömke durch seine Western.
Bömke absolvierte eine Ausbildung als Grafiker und befasste sich auch mit Landschaftsmalerei. 
Von 1950 bis 1976 schrieb er rund 300 Westernromane, zunächst Leihbücher, danach Heftromane. Viele seiner frühen Romane erschienen später in gekürzter Form als Heftroman. Eine seltsame Eigenart, die er mit vielen anderen Kelter-Romanautoren teilte, war das Erfinden gänzlich unamerikanischer Namen, die er in seinen Western verwendete. Im Gegensatz zu anderen Vertretern des Genres stand für Bömke nicht die actiongeladene Handlung im Vordergrund. Vielmehr behandelte er in seinen Romanen auch gesellschaftliche und Alltagsprobleme seiner Figuren.
Als der Mülbüsch-Verlag, für den er schrieb, 1976 aus Altersgründen des Eigentümers seine Tätigkeit einstellte, beendete auch Bömke seine Schriftstellerlaufbahn, widmete sich fortan der Malerei und arbeitete bis zu seiner Pensionierung in der Stadtbibliothek.
Unter anderem nutzte er die Pseudonyme Larry Lash, L. S. Ranger, King Keene (als Sammelpseudonym gemeinsam mit anderen Autoren), Jim Allison, Irmtraud Faber und Rigos del Bernis.